# 来自星尘
《来自星尘》是由鹰角网络开发和发行的冒险游戏，适用于Android和iOS平台。游戏采用买断制的付费模式，战斗系统采用回合制和即时战斗。故事的背景围绕宇宙和异星文明展开，游戏中玩家将扮演来自地球的调查员，因收到登录异星调查情报的任务，意外与异星人相逢，自此开始了一场结伴旅行。游戏剧情采用线性叙事。
《来自星尘》分别于2022年8月与2023年9月进行小规模线下保密测试，并于2023年11月获得中国游戏版号。
2024年1月26日，鹰角网络确定游戏于2024年2月27日在全球同步发售，定价68元人民币。

## 剧情
游戏故事发生在一颗围绕其恒星同步自转的行星阿尔林铎，分为极昼的都燃、极夜的夏塔拉和交界处的薪格森三个区域。这里存在着高度发达的文明，且没有受到外星文明的影响，有着独特的星尘生命轮回机制。在《有关此星域禁止私人登陆与从事商业活动法案》颁布前，和当地人一起建成贸易港口日风港不久的地球人类放弃了这颗行星，但少数人仍在这颗行星上探寻真相。
来自地球的调查员雁，在前往满汐湖的列车上结识了都燃的巫女薇3，一同展开了刺激的冒险。她们与试图阻止星尘生命回归莱拉的势力（包括薇3的哥哥莱、夏塔拉的领主星）战斗，最终薇3作为最后的白石碑回归了莱拉，推动了莱拉的重启。
前往满汐湖途中，两人遇见了可以变成巨大龙形生物的风信。到了满汐奇点研究所，风信的好友零2下定决心杀死了风信。零2同时也是厄6的学生，为了阻止厄6的计划，和主角一行人前往日风港。
在地球人到达阿尔林铎后，阿尔林铎人知道了阿尔林铎之外的广阔太空的存在。莱怀着不被束缚、走向星空的愿望，继承厄6的遗志，率领一群人乘坐巨大的飞船「无畏号」，企图从日风港离开阿尔林铎。但是这样做会使星尘原质流失，阻止莱拉的重启，于是主角一行人破坏了无畏号由厄6的星尘原质构成的水平仪，使无畏号坠毁。
一直生活在极夜中的夏塔拉人，长久以来依靠人造太阳生存，但是维持人造太阳运行要付出巨大的代价。夏塔拉的领主星不想让夏塔拉人继续被夏塔拉的严酷环境折磨，企图破坏莱拉，终结轮回，被主角一行人阻止。

## 玩法

来自星尘的战斗系统。图中玩家使用一名角色“弹反”了敌方角色的攻击，并使用另一名角色在玩家的回合攻击敌方角色

据TapTap在鹰角网络试玩本游戏后的报道，游戏的战斗系统是半回合制，玩家控制的角色每次使用技能消耗1点“行动点数”，不同角色出招的顺序可以任意控制。每个角色最多可以配置3个技能，各角色可交替使用技能。部分技能存在“波流”还是“粒象”两种表现状态，玩家需在战斗前先决定采用“波流”还是“粒象”战斗状态。游戏中可使用“连招”，玩家可在战斗前为每个角色配置连招，并且根据不同敌人的情况灵活使用。
游戏在回合制的基础上加入了即时反应的战斗系统和一定的动作元素。在敌方攻击时，按下角色的头像可以防御降低伤害。还可在敌方角色即将击中玩家角色时按下反击键进行“弹反”，操作若成功则可使玩家角色不受到伤害并进行反击，但若操作失败则玩家角色比防御受到更多的伤害。

## 制作
《来自星尘》由鹰角网络旗下的觉醒波工作室制作。2021年7月27日，遊戲葡萄報道鷹角網絡將「来自星尘」和「星光石」註冊商標，結合自同年5月鷹角開始招聘大量3D美術，遊戲葡萄推斷鷹角可能正在開發一款名為「来自星尘」的遊戲。9月15日，鹰角网络公布该游戏并发布首部宣传视频（PV）。同日，鹰角网络发布FAQ，表示《来自星尘》将是一款3D回合制角色扮演游戏，付费模式为买断制，故事的背景围绕宇宙和异星文明展开，游戏中玩家将扮演来自地球的调查员，因收到登录异星调查情报的任务，意外与异星人相逢，自此开始了一场结伴旅行。剧情是类似公路片的旅行故事，将采用线性章节的叙事形式。场景设计方面，制作组表示希望能将游戏中的异星文明世界观与美术概念有机结合，例如结合现存语言和已消失语言设计的异星文字。现阶段玩法是一套在回合制战斗基础上，做出即时反应的战斗系统，玩家可以在回合制游戏中进行弹反和防御等操作。
截至公布时，游戏处于技术原型阶段，制作组表示未来除了在游戏玩法和效果上的打磨，后续还会增加新的系统，如非线性的角色养成系统等。
2024年5月10日，游戏推出更新，修复了部分饱受诟病的bug，游戏建模等也得到优化。

## 反响
在游戏公布后游戏葡萄指出，游戏混合了写实和卡通的兩種渲染风格。游戏葡萄评价称，回合制+即时战斗的设计使其尽可能地“兼顾趣味性和易操作”，且其“波流”和“粒象”状态的设计营造出一种“先冷静思考，再快速释放”的游戏节奏，且买断制的付费模式使《来自星尘》的定位在“小而精”的范畴，将与《明日方舟》这种成熟产品拉开差异，游戏葡萄还认为在买断制游戏在中国大陆逐渐流行的趋势下，《来自星尘》或许正让鹰角成为“二次元赛道上买断制游戏的领潮者”。Pocket Gamer评价称，游戏拥有“令人惊叹的视觉效果和华丽的动画”，其战斗系统“使玩家在每次遇到敌人时都能保持警惕性”，且战斗在美丽的3D图形中进行，“绝对令人眼花缭乱”。
在游戏正式发售后，迅速登上iOS付费榜榜首，但也收到大量玩家的负面评价。有玩家批评游戏画质不佳，人物及场景渲染不够精致、优化差，新手引导不足，剧情上故弄玄虚，中文台词质量被批如同机翻，此外一些设备的兼容性亦出现问题。游戏也被指定价过高，与游戏质量不相匹配。为此开发者在游戏发售当天即公开道歉，承认由于经验不足导致游戏体验不佳。